# Ectosinum
Ectosinum là một chi ốc biển săn mồi, là động vật thân mềm chân bụng sống ở biển trong họ Naticidae, họ ốc Mặt Trăng.

## Các loài
Các loài thuộc chi Ectosinum bao gồm:
- Ectosinum planulatus Recluz[2]